# جورج همیلتون-گوردون
جورج همیلتون-گوردون (انگلیسی: George Hamilton-Gordon, 4th Earl of Aberdeen; ۲۸ ژانویهٔ ۱۷۸۴ – ۱۴ دسامبر ۱۸۶۰) سیاست‌مدار و دیپلمات اهل بریتانیا بود.
وی از سال ۱۸۵۲ تا ۱۸۵۵ نخست‌وزیر بریتانیا بوده، همیلتون-گوردون همچنین برندهٔ جوایزی همچون همکار انجمن سلطنتی شده‌است.